# Blood Sugar
«Blood Sugar» —  сингл австралийской группы Pendulum в стиле drum’n’bass, выпущенный 18 июня 2007 года. Это был последний сингл группы на лейбле Breakbeat Kaos, и вышел в формате грампластинки и цифровом формате. Оба трека позже были добавлены в переиздании 2007 года дебютного альбома группы — Hold Your Colour в связи с ростом её популярности.
«Axle Grinder» содержал семплы из американского шоу Сумеречная зона. Так же в сонограмме шума в конце трека содержится персонаж мультфильма Looney Tunes Порки Пиг, показывающий средний палец и говорящий «That’s all, folks!».

## Форматы и содержание
Грампластинка

(BBK020; вышло 18 июня 2007 года)
A. «Blood Sugar» — 5:15
AA. «Axle Grinder» — 4:09
Digital single

(iTunes Store; вышел 28 мая 2007 года)
1. «Blood Sugar» — 5:15
2. «Axle Grinder» — 4:09

## Чарты
Песня попала в чарт UK Singles Chart, но не поднялась в нем выше 67 строчки.